# Odinia hendeli
Odinia hendeli är en tvåvingeart som beskrevs av Collin 1952. Odinia hendeli ingår i släktet Odinia och familjen tickflugor. Inga underarter finns listade i Catalogue of Life.